# Велсон Сим
Велсон Сим Вејшенг (малајс. Welson Sim Wee Sheng, кин: 沈威胜; Кучинг, 29. март 1997) малезијски је пливач чија специјалност су трке слободним стилом. Био је део малезијског олимпијског тима на ЛОИ 2016. у Рију. 

## Спортска каријера
Сим је дебитовао на међународној сцени 2013. на Светском јуниорском првенству у Дубаију, док је прво велико сениорско такмичење на коме је учествовао било Светско првенство 2015. у Казању. Најбољи резултат у Казању му је било 38. место у квалификацијама трке на 800 слободно. 
Био је део малезијског олимпијског тима на ЛОИ 2016. у Рију, где се такмичио у три дисциплине слободним стилом — на 200 (26. место), 400 (34. место) и 1.500 метара (39. место).  
Пливао је и на светском првенству у корејском Квангџуу 2019, где је наступио у четири квалификационе трке. Најбољи појединачни резултат му је било 24. место у квалификацијама трке на 400 слободно, на 200 слободно је био 29, док је на 100 слободно заузео 54. место у конкуренцији 120 такмичара. Пливао је прву измену за малезијску штафету на 4×100 слободно (заједно са Чаном, Терном и Фангом), а која је заузела званично последње 25. место.  